# 진순진
진순진(陳順珍 , 1974년 3월 1일 ~ )은 대한민국의 은퇴한 축구 선수이자 현 지도자이다. 1998년 안양 LG 치타스 (현 FC 서울)에 입단하였고 그 후 대구 FC, 전남 드래곤즈에서 공격수로 활약했으며 대한민국 축구 국가대표팀에도 발탁되어 A매치 6경기에 출장했다.

## 축구인 경력

### 선수 경력
1998년까지 실업 리그 소속의 김포 할렐루야 축구단에서 활약하였으며 1999년 드래프트를 통해 전체 1순위로 안양 LG 치타스에 입단하였다. 하지만 입단 직후 부상을 당해 시즌 초중반까지 출전하지 못하다가 6월부터 경기에 나서기 시작하였다. 하지만 11월 25일 교통사고를 당해 늑골이 부러지는 중상을 입었다. 이후 재활이 길어지자 안양으로부터 임의탈퇴 처분을 받았고 선수 생활을 접을 위기에 처했으나 조광래 신임 감독의 설득으로 그라운드 복귀에 성공하였다. 2002년 8월 18일 약 2년 만에 경기에 출전하였고 2003년엔 주전 공격수로 활약하며 컵대회 포함 40경기 10골을 기록하였다.
2004년 대구 FC로 이적하여 2시즌 간 주로 조커로 활약하며 14골을 기록하였다.
2006년 전남 드래곤즈로 이적하였으나 리그 1경기 출전에 그쳤고 이듬해 조윤환 감독을 따라 하얼빈 이텅으로 이적하여 잠시 활약한 후 은퇴하였다.

### 국가대표 경력
1998년 실업 리그 소속 선수로는 이례적으로 대한민국 국가대표팀에 발탁되어 그 해 6경기에 출전하였으나 프랑스 월드컵 본선 엔트리에는 포함되지 못하였다.

### 지도자 경력
2011년 청운고등학교의 감독으로 부임하였다.